# Estelle Clark
Estelle Clark, właściwie Stanisława Jadwiga Zwolińska (ur. 7 maja 1898 w Warszawie, zm. 3 grudnia 1982 w Ventura) – polska aktorka kina niemego. 

## Życiorys
Była najmłodszą córką dekoratora wnętrz Franciszka Zwolińskiego i Józefy z Niemiejskich. W dzieciństwie wraz z rodziną wyemigrowała do Stanów Zjednoczonych i mieszkała kolejno w Nowym Jorku, Cleveland i Detroit, gdzie ukończyła szkołę średnią. Na początku 1921 zaczęła występować w amerykańskich filmach niemych, początkowo głównie jako statystka i aktorka epizodyczna. W latach 1924–1928 występowała w rolach drugoplanowych w kilkunastu hollywoodzkich produkcjach wytwórni Metro-Goldwyn-Mayer, m.in. w So This Is Marriage? i A Slave of Fashion. Jej karierę kinową przerwało pojawienie się w kinematografii filmów dźwiękowych, a swoją ostatnią rolę, Jane, zagrała w filmie Człowiek z tłumu w reżyserii Kinga Vidora. 
Dwukrotnie wychodziła za mąż. 6 lutego 1922 w kościele Przemienienia Pańskiego w Nowym Jorku poślubiła Josepha Belchera Millsa, dyrektora działu reklamy w J. L. Hudson Co., z którym po kilku latach się rozwiodła. Jej drugim mężem był poślubiony 5 kwietnia 1935 w Los Angeles Leo Robin, amerykański kompozytor i autor tekstów. 17 października 1944 sąd w Los Angeles orzekł rozwód Robinów. Obydwa małżeństwa aktorki były bezpotomne. Została pochowana na Valhalla Memorial Park w Los Angeles.